# NGC 5488
NGC 5488 is een balkspiraalstelsel in het sterrenbeeld Centaur. Het hemelobject werd op 8 juni 1837 ontdekt door de Britse astronoom John Herschel.

## Pseudo supernova
De ster HD 123387, die zich vanaf de Aarde gezien schijnbaar in het stelsel NGC 5488 bevindt, geeft de indruk dat er zich in dit stelsel een supernova voor doet. De ster HD 123387 behoort echter toe aan ons eigen melkwegstelsel.

## Synoniemen
- IC 4375
- ESO 384-58
- MCG -5-33-48
- AM 1405-330
- IRAS 14051-3305
- PGC 50423